# Assignan
Assignan – miejscowość i gmina we Francji, w regionie Oksytania, w departamencie Hérault.
Według danych na rok 1990 gminę zamieszkiwało 145 osób, a gęstość zaludnienia wynosiła 18 osób/km² (wśród 1545 gmin Langwedocji-Roussillon Assignan plasuje się na 758. miejscu pod względem liczby ludności, natomiast pod względem powierzchni na miejscu 855.).